# National Intelligence Agency (Vereinigte Staaten)
Die National Intelligence Agency (NIA) ist eine Organisation, die dem US-amerikanischen Nachrichtendienst CIA untersteht und seit 1947 existiert. Mit dem Intelligence Reorganization Act (deutsch: Gesetz zur Umstrukturierung der Geheimdienste), einem umfangreichen Gesetz, das unter anderem versuchte, Unklarheiten zur Zuständigkeit und Verantwortung zwischen den Geheimdiensten der USA auszuräumen und umzuverteilen, verlor 1992 die NIA einen Großteil ihrer Autonomie zugunsten der CIA. Davor arbeitete die NIA unabhängig und stand eher der National Security Agency (NSA) nahe.
Die National Intelligence Agency beschäftigt sowohl Zivilisten als auch Angehörige der US-amerikanischen Streitkräfte. Außerdem verleiht die NIA auch militärähnliche Auszeichnungen für Verdienste innerhalb der Behörde, wobei die höchste National Intelligence Distinguished Service Medal genannt wird.